# Альфонсо Бланко Парра
Альфонсо Бланко Парра (ісп. Alfonso Blanco Parra; нар. 2 лютого 1986, Каракас) — венесуельський професійний боксер середньої ваги, призер чемпіонатів світу серед аматорів.

## Аматорська кар'єра
2006 року Альфонсо Бланко став чемпіоном Південноамериканських ігор, здолавши у фіналі Карлоса Гонгора (Еквадор).
На чемпіонаті світу 2007 завоював срібну медаль.
- В 1/32 фіналу переміг Джеймса Дегейла (Англія) — 28-13
- В 1/16 фіналу переміг Віджендера Сінґх (Індія) — 13-8
- В 1/8 фіналу переміг Даррена Сазерленда (Ірландія) — 20-13
- В 1/4 фіналу переміг Костянтина Буга (Німеччина) — 18-9
- У півфіналі переміг Бахтіяра Артаєва (Казахстан) — 15-7
- У фіналі програв Матвєю Коробову (Росія) — 4-29

На Олімпійських іграх 2008 у першому бою переміг Археніса Касіміро Нуньєса (Домініканська республіка), а в другому програв Даррену Сазерленду (Ірландія) — 1-11.
У грудні 2008 року завоював срібну медаль на Кубку світу в Москві, здобувши перемоги над Архенісом Нуньєсом (Домініканська республіка) та Дмитром Чудіновим (Росія) і програвши у фіналі Андраніку Акопяну (Вірменія).
На чемпіонаті світу 2009 завоював бронзову медаль.
- В 1/32 фіналу переміг Арнода Соні (Гаїті) — 23-0
- В 1/16 фіналу переміг Геррі Саліку Бімбе (Конго) — 10-1
- В 1/8 фіналу переміг Ніколу Йовановича (Сербія) — 5-1
- В 1/4 фіналу переміг Чжана Цзяньтин (Китай) — 11-8
- У півфіналі програв Андраніку Акопяну (Вірменія) — 3-4

2010 року Альфонсо Бланко став чемпіоном Південноамериканських ігор вдруге.

## Професіональна кар'єра
Дебютував на профірингу 8 травня 2010 року. Впродовж 2010—2022 років провів 18 боїв, в яких зазнав лише однієї поразки.
10 жовтня 2015 року Альфонсо Бланко завоював титул «тимчасового» чемпіона світу за версією WBA у середній вазі, який втратив у наступному бою проти Хассана Н'Дам Н'Жикам (Франція).